# Resolució 718 del Consell de Seguretat de les Nacions Unides
La Resolució 718 del Consell de Seguretat de les Nacions Unides, fou adoptada per unanimitat el 31 d'octubre de 1991 després de recordar les resolucions 668 (1990) i 717 (1991) i observant que a la Conferència de París es van signar un acord polític per partits a la situació a Cambodja, el Consell va autoritzar al Secretari General de les Nacions Unides a presentar un informe sobre les despeses de l'Autoritat Transitòria de les Nacions Unides a Cambodja (UNTAC) abans del seu establiment.
El Consell va donar la benvinguda a l'acord polític, pel qual els quatre partits van decidir crear "un sistema de democràcia liberal, sobre la base del pluralisme polític". Es va autoritzar al Secretari General a designar un representant especial per a Cambodja per actuar en nom seu, acollint amb beneplàcit la seva decisió d'enviar una missió d'enquesta al país per preparar plans per implementar el mandat acordat a la Conferència de París. La resolució també va demanar la cooperació del Consell Nacional Suprem de Cambodja i totes les parts amb la Missió sobre l'aplicació dels acords en l'assentament polític, i que totes les parts observin un alto el foc.
L'informe del Secretari General fou examinat a la Resolució 745.